# Gol og Hemsedals kommun
Gol og Hemsedals kommun (norska: Gol og Hemsedal kommune) var en kommun i Buskerud fylke i Norge. Kommunen hade en omfattning motsvarande de båda nuvarande kommunerna Gol och Hemsedal. Tätorten Gol utgjorde kommunens centralort.

## Administrativ historik
Gol og Hemsedals kommun upprättades den 1 januari 1838 (som Goel og Hemsedal formannskapsdistrikt) när Formannskapslovene från 1837 trädde i kraft.
Den 1 januari 1897 delades kommunen i två och de båda kommunerna Gol respektive Hemsedal bildades. Den gamla kommunen hade vid delningen totalt 3 883 invånare.